# Banca Passadore
La Banca Passadore è una banca privata indipendente italiana con sede a Genova e filiali e agenzie in diciannove città e otto regioni italiane, attiva nella prestazione di tutti i servizi bancari e finanziari destinati alla clientela privata e alle imprese.

## Storia

### Fondazione
La Banca Passadore & C. venne fondata a Genova nel 1888 da Luigi Passadore .
Trasferitosi a Genova con la famiglia nel 1880, venne assunto nell'ufficio di una banca svizzera. Quando i proprietari svizzeri decisero la chiusura dell'ufficio di Genova fecero omaggio a Luigi Passadore del loro parco clienti, un grosso stimolo a continuare in proprio l'attività. Nel 1888 nacque così la Banca Passadore con numerosi rapporti di affari e una buona rete di corrispondenti.

### Le rimesse degli emigranti
La fine del XIX secolo e i primi anni del Novecento erano periodi di forte emigrazione verso le Americhe e il sostentamento delle famiglie rimaste in patria si basava in larga parte sulle rimesse in denaro provenienti dagli emigrati di oltreoceano. Passadore creò una capillare rete di corrispondenti nelle Americhe che consentì alla Banca, con un sistema di compensazione, di gestire direttamente le rimesse degli emigranti ai loro parenti.

### La seconda generazione: Alfredo, Augusto e Ugo
Nei primi anni del ‘900 l'impegno in banca di tutta la famiglia Passadore crebbe costantemente e nel tempo vennero via via chiamati ad assumere ruoli di responsabilità i figli di Luigi Passadore: Alfredo, Augusto ed Ugo. In quegli anni vennero spostati gli uffici nella centralissima Via Garibaldi cuore della Genova storica. Il fondatore morì nel 1926, all'età di 71 anni.

### Il dopoguerra, il rafforzamento patrimoniale e la nuova sede
Nel secondo dopoguerra i fratelli Passadore decisero di acquisire per la Banca due importanti soci istituzionali nel settore assicurativo e finanziario che avrebbero garantito solidità patrimoniale e sviluppo. Nei primi anni sessanta nel quartiere di Piccapietra, nel pieno centro di Genova, venne costruita la nuova sede. La Banca introdusse nella sua nuova sede numerosi servizi bancari tecnologicamente all'avanguardia (tra cui un autosportello "drive-in" ancora oggi in funzione).

### La terza generazione: Agostino Passadore e il nuovo modello societario
Nel 1978, alla morte del Direttore Generale Giorgio Passadore, alla guida della banca subentrò il cugino Agostino. Quest'ultimo, nel 1981, fu il regista di una radicale trasformazione dell'azionariato della Banca che permise di ricollocare le quote detenute dagli allora soci istituzionali presso un folto gruppo di nuovi azionisti, piccole banche private ed esponenti di spicco dell'imprenditoria ligure e piemontese. Questo modello societario è ancor oggi in essere ed è fondato su di una proprietà azionaria frazionata che affianca le quote detenute dalla famiglia Passadore.

### L'espansione territoriale
A partire dal 1988 ed a seguito della liberalizzazione degli sportelli, Agostino mise in atto un piano di espansione territoriale che, nel 2019, porta la Banca ad essere presente in otto regioni e diciotto città italiane, con un numero di dipendenze passato dalle iniziali 3 alle attuali 26. Agostino scomparve ad 85 anni nel settembre 2011. Il testimone della gestione passò quindi alla quarta generazione della famiglia Passadore, cui si affianca una struttura manageriale interamente formatasi all'interno della Banca.

### Oggi
Dai dati di bilancio del 2024 la Banca risulta avere una raccolta diretta di 5.109 milioni, impieghi per 2.318 milioni e depositi titoli per 7.271 milioni. L'utile netto 2024 è pari a 90,15 milioni, il rapporto tra i crediti netti in sofferenza e il totale degli impieghi ammonta allo 0,89% mentre il CET1 Ratio al 31/12/2024 vale il 19,49%.
La Banca è a tutt'oggi presente nelle seguenti città italiane: Genova (Sede e 7 agenzie), Milano, Roma, Torino, Firenze, Bologna, Parma, Brescia, Alessandria, Aosta, Imperia, La Spezia, Chiavari, Albenga, Bordighera, Novi Ligure, Alba, Verona, Portofino e Santa Margherita Ligure (Ufficio di rappresentanza).